# Uchter Knox
Uchter Knox, comte de Ranfurly, (né le 14 août 1856 sur l'île de Guernesey et mort le 1er octobre 1933 à Dungannon en Irlande) est un lord, administrateur colonial (notamment résident) et homme d'État britannique qui fut gouverneur de la Nouvelle-Zélande du 9 août 1897 au 20 juin 1904.